# Prays peperitis
Prays peperitis là một loài bướm đêm thuộc họ Yponomeutidae.